# Jeanne Tripplehorn
Jeanne Tripplehorn, född 10 juni 1963 i Tulsa i Oklahoma, är en amerikansk skådespelare.  Hon är framförallt känd för rollen som Barbara Henrickson i HBO-serien Big Love om en polygamistfamilj i Utah. Hon medverkar även i Criminal Minds säsong 8 i stället för Paget Brewster.

## Filmografi (urval)
- 1992 – Basic Instinct - iskallt begär
- 1993 – Firman
- 1994 – Reality Bites
- 1995 – Waterworld
- 1998 – Sliding Doors
- 1998 – Very Bad Things
- 1999 – Mickey Blue Eyes
- 2000 – Steal This Movie!
- 2000 – Timecode
- 2000 – Paranoid
- 2002 – Swept Away
- 2003 – Frasier (TV-serie) ("Trophy Girlfriend")
- 2005 – The Amateurs
- 2006–2011 – Big Love (TV-serie)
- 2008 – Fragments
- 2012 – New Girl (TV-serie) ("Kids", "Tomatoes")
- 2012 – 2014 (TV-serie)
- 2013 – A Perfect Man
- 2020 – Mrs. America (TV-serie)